# Sugny

Sugny este o comună în departamentul Ardennes din nordul Franței. În 1 ianuarie 2022 avea o populație de 94 de locuitori.